# Amerie
Amerie Mi Marie Rogers, známá pod mononymem Amerie (* 12. ledna 1980 Fitchburg, Massachusetts) je americká r&b zpěvačka, skladatelka a držitelka nominace na prestižní cenu Grammy.

## Dětství
Narodila se ve Fitchburgu afroamerickému otci a jihokorejské matce. Díky tomu, že její otec byl voják, cestovala a žila na různých místech včetně Aljašky, Německa a Jižní Korey.
Maturovala na Georgetown University v roce 2000 z angličtiny a umění. Má mladší sestru jménem Angela.

## AlbumAll I Have
Začátkem roku 2002 vydala svoji první píseň nazvanou „Why Don't We Fall In Love“ ze své debutové desky All I Have. Producent Rich Harrison produkoval a napsal téměř celé její první album s výjimkou písně „Outro“, kterou napsala sama Amerie. Po vydání desky, kterou přijala veřejnost docela dobře, byla ihned přirovnávána ke zpěvačkám Ashanti nebo Tweet.
Další píseň, která z alba All I Have putovala do rádií, se jmenovala „Talkin' To Me“. V rádiích tato píseň moc velký úspěch neměla, zato těžila z podpory televizních stanicí MTV2 a VH1, které tuto píseň společně s první písní „Why Don't We Fall In Love“ pouštěly do velkých rotací. Album i díky tomu zaznamenalo velký úspěch a prodalo se jej na 623 000 kusů.
Na podzim 2002 si pro fanoušky přichystala další píseň, tentokrát coververzi písně Diany Ross „I'm Comming Out“, která zazněla i ve filmu Služebná z Mannhatanu.
Později, v roce 2003, se po pauze k hudbě vrátila, nejprve si zazpívala v písni „Paradise“ s LL Cool J a poté v písni „Too Much For Me“, kde ji doprovázel DJ Kay Slay.

## AlbumTouch
26. dubna 2005 vydala své druhé album, které nazvala Touch. Album opět produkoval její hudební učitel Rich Harrison, který pro ni napsal sedm písní. Další písně jí napsali Lil Jon, Bryce Wilson, Red Spyda nebo Dre & Vidal.
Deska ihned po vydání vyletěla v americké hitparádě na páté místo. Nejlepší umístění pro tuto desku na ni čekalo o dvě příčky výše na místě třetím. Toto album obdrželo i dvě nominace na prestižní cenu Grammy.
Největší hit z této desky se jmenuje „1 Thing“. Píseň se dočkala mnoha hitparádových úspěchů a pochvalných recenzí.
Na podzim 2005 přichystala z alba Touch druhou píseň, která se jmenovala „I Don't Care“. V Evropě tato píseň nedosáhla věhlasu předchozího songu „1 Thing“, v Americe dosáhla na solidní devatenácté místo.
Z Alba Touch měl vyjít ještě třetí singl nazvaný „Talkin' About“, nakonec ale nebyl vydán.

## AlbumBecause I Love It
V dubnu 2007 vyšlo její třetí album nazvané Because I Love It. Vydání alba bylo naplánováno na podzim 2006, nakonec vyšlo až na jaře 2007 v Evropě. Po dlouhých odkladech bylo stanoveno i vydání desky v USA, a to konkrétně na leden 2008.

## Diskografie
| Rok  | Album                                                          | Umístění | Umístění | Umístění | Umístění | Prodej a certifikace                     |
| Rok  | Album                                                          | USA.     | UK       | JAP      | FRA      | Prodej a certifikace                     |
| ---- | -------------------------------------------------------------- | -------- | -------- | -------- | -------- | ---------------------------------------- |
| 2002 | All I Have - 1. studiové album - Vydáno: 30. července 2002     | 9        | -        | 181      | -        | USA: 623,000+ Certifikace: Zlato         |
| 2005 | Touch - 2. studiové album - Vydáno: 26. dubna 2005             | 5        | 28       | 13       | 59       | USA: 400,000+ Certifikace: Zlato/Stříbro |
| 2007 | Because I Love It - 3. studiové album - Vydáno: 28. dubna 2007 | -        | 17       | 13       | 159      |                                          |